# 六甲区

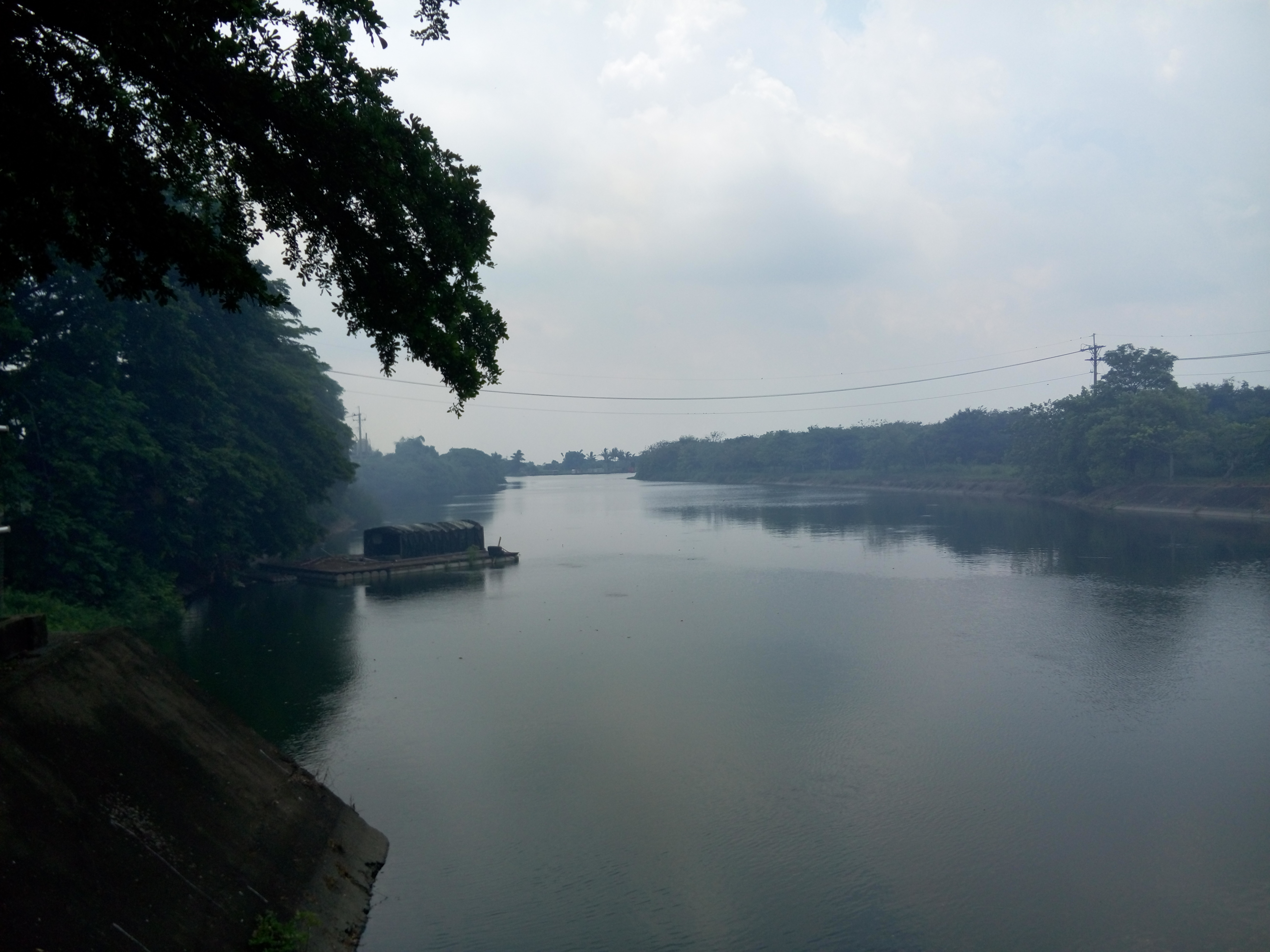
徳元埤ダム湖（左岸と対岸は柳営区に、右岸は六甲区にそれぞれ属する）

六甲区（リウジア/ろっこう-く）は台南市の市轄区。

## 地理
六甲区は台南市中央部に位置し、北は柳営区、東山区と、東は楠西区と、西は下営区と、南は官田区、大内区とそれぞれ接している。
東西に広く南北に狭い長細い地形であり、東部は中央山脈に位置し山岳地帯が広がっている。西部は嘉南平原の一部であり地勢は平坦である。

## 歴史
六甲の地名は開拓時代の土地面積の計算方法に由来する。鄭氏政権時代、武将の陳永華が入植者を募集した際に二甲、三甲、四甲、五甲、六甲、七甲などの異なる面積の土地を開き、村名として採用したのが起源である。日本統治時代、二甲、六甲、七甲を合併し一支庁を設置した際、六甲を行政の中心に定めた。1920年の台湾地方改制の際、「六甲庄」が設けられ台南州曽文郡の管轄となった。台湾の中華民国への編入後は台南県六甲郷に改編、2010年12月25日に台南県が台南市に編入されたことに伴って六甲区となり、現在に至る。

## 行政区
| 里                                                                                     |
| -------------------------------------------------------------------------------------- |
| 亀港里、王爺里、水林里、六甲里、中社里、七甲里、二甲里、大丘里、甲東里、甲南里、菁埔里 |

## 歴代区長
| 代 | 氏名 | 退任日 |
| -- | ---- | ------ |

## 教育

### 国民中学
- 台南市立六甲国民中学

### 国民小学
- 台南市立六甲国民小学
- 台南市立林鳳国民小学
- 台南市立湖東国民小学
- 台南市立湖東国民小学九重分校

## 交通

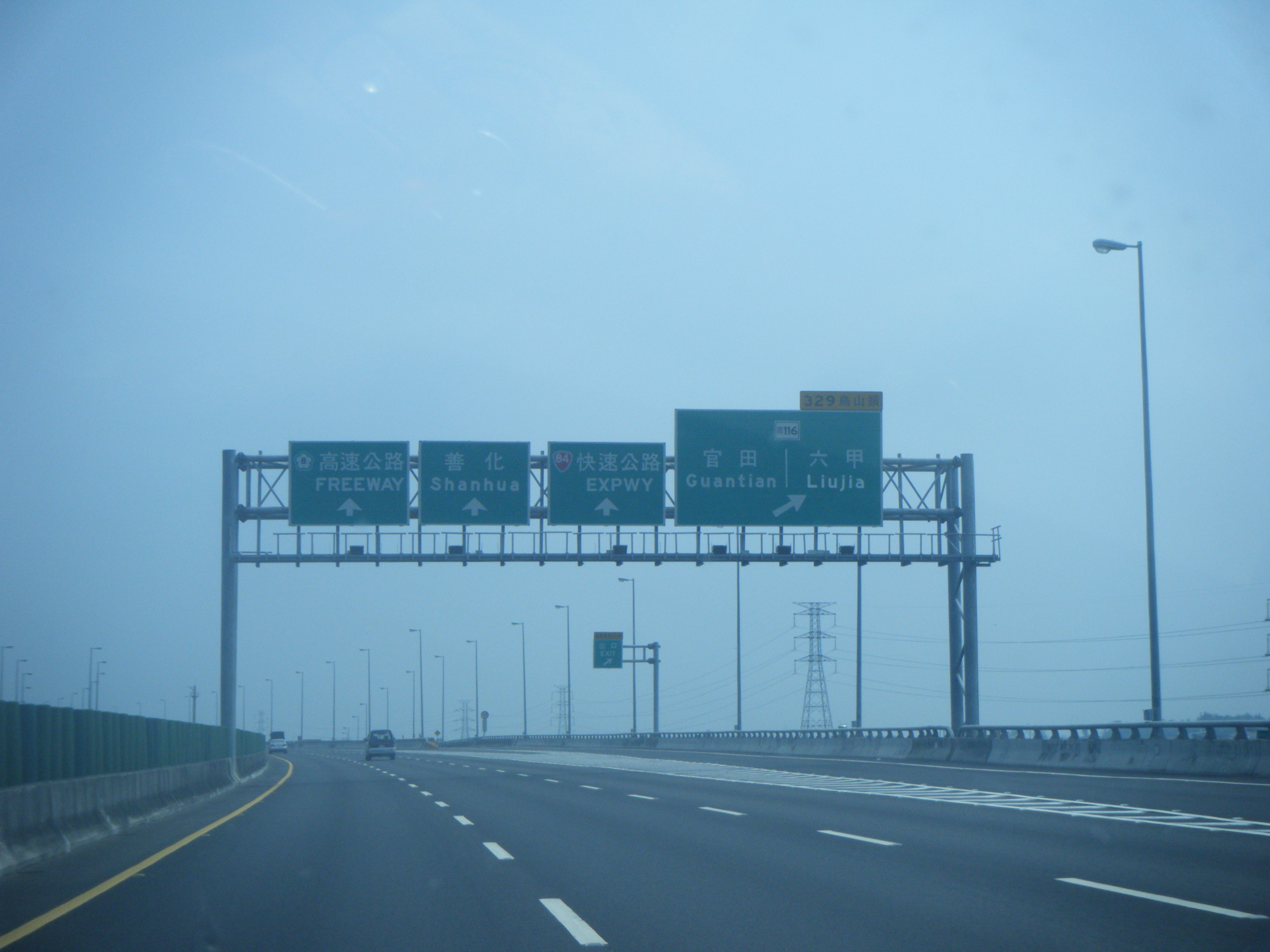
烏山頭IC北側のフォルモサ高速道路

| 種別     | 路線名称           | その他   |
| -------- | ------------------ | -------- |
| 鉄道     | 縦貫線             | 林鳳営駅 |
| 高速道路 | フォルモサ高速公路 | 烏山頭IC |
| 省道     | 台1線              |          |

## 観光
- 西拉雅国家風景区（中国語版）
- 林鳳営駅
- 林鳳営牧場
- 赤山竜湖巌（中国語版）
- 烏山頭遺跡
- 烏山頭ダム湖
- 九品蓮花生態教育園区
- 工業技術研究院南分院